# Federico Torralba Soriano
Federico Blas Torralba Soriano (ur. 31 sierpnia 1913 w Saragossie, zm. 22 kwietnia 2012 tamże) – hiszpański historyk, krytyk i kolekcjoner sztuki, członek Królewskiej Akademii Sztuk Pięknych św. Ferdynanda.
Jego kolekcja sztuki orientalnej znajduje się w Museo de Zaragoza. W uznaniu za jego publikacje na ten temat japoński ambasador w Hiszpanii przyznał mu Order Wschodzącego Słońca.
Jego publikacje dotyczyły takich artystów jak Pablo Serrano, Pablo Gargallo, Juan José Gárate, Manuel Viola, Salvador Victoria czy Francisco Goya. W 1946 opublikował esej Trayectoria de la pintura moderna, a w 1978 przygotował część Historia del Arte Hispánico del siglo XX poświęconą malarstwu. Był dyrektorem galerii sztuki Sala de Arte Kalos w Saragossie. Utworzył nagrodę San Jorge przyznawaną w dziedzinie malarstwa.